# Auerodendron acuminatum
Auerodendron acuminatum är en brakvedsväxtart som först beskrevs av August Heinrich Rudolf Grisebach, och fick sitt nu gällande namn av Ignatz Urban. Auerodendron acuminatum ingår i släktet Auerodendron och familjen brakvedsväxter. Inga underarter finns listade i Catalogue of Life.